# Campionato europeo maschile di pallacanestro Under-20 2011
Il 14º Campionato Europeo maschile Under-20 di Pallacanestro FIBA (noto anche come FIBA EuroBasket Under-20 2011) si è svolto in Spagna dal 14 al 24 luglio 2011.
Al termine della competizione la Austria under 20 e la Croazia under 20 vennero retrocesse in Division B.

## Risultati

### Prima fase a gruppi

#### Gruppo A
| Squadra         | G | V | P | PF  | PS  | Diff. | P.ti |
| --------------- | - | - | - | --- | --- | ----- | ---- |
| Russia U-20     | 3 | 2 | 1 | 215 | 204 | +11   | 5    |
| Montenegro U-20 | 3 | 2 | 1 | 231 | 205 | +26   | 5    |
| Slovenia U-20   | 3 | 1 | 2 | 245 | 245 | 0     | 4    |
| Serbia U-20     | 3 | 1 | 2 | 212 | 249 | –37   | 4    |

#### Gruppo B
| Squadra       | G | V | P | PF  | PS  | Diff. | P.ti    |
| ------------- | - | - | - | --- | --- | ----- | ------- |
| Francia U-20  | 3 | 3 | 0 | 207 | 134 | +73   | 6       |
| Svezia U-20   | 3 | 1 | 2 | 182 | 194 | –12   | 4 (1–1) |
| Lettonia U-20 | 3 | 1 | 2 | 163 | 96  | –33   | 4 (1–1) |
| Croazia U-20  | 3 | 1 | 2 | 149 | 177 | –28   | 4 (1–1) |

#### Gruppo C
| Squadra      | G | V | P | PF  | PS  | Diff. | P.ti |
| ------------ | - | - | - | --- | --- | ----- | ---- |
| Spagna U-20  | 3 | 3 | 0 | 304 | 165 | +139  | 6    |
| Grecia U-20  | 3 | 2 | 1 | 224 | 208 | +16   | 5    |
| Turchia U-20 | 3 | 1 | 2 | 176 | 235 | –59   | 4    |
| Austria U-20 | 3 | 0 | 3 | 165 | 261 | –96   | 3    |

#### Gruppo D
| Squadra       | G | V | P | PF  | PS  | Diff. | P.ti |
| ------------- | - | - | - | --- | --- | ----- | ---- |
| Italia U-20   | 3 | 2 | 1 | 222 | 198 | +24   | 5    |
| Germania U-20 | 3 | 2 | 1 | 222 | 216 | +6    | 5    |
| Ucraina U-20  | 3 | 1 | 2 | 195 | 205 | –10   | 4    |
| Lituania U-20 | 3 | 1 | 2 | 218 | 238 | –20   | 4    |

### Qualifying round
|  | Ammesse alle semifinali                  |
|  | Ammesse ai confronti per il 9º-12º posto |

#### Gruppo E
| Squadra         | G | V | P | PF  | PS  | Diff. | P.ti |
| --------------- | - | - | - | --- | --- | ----- | ---- |
| Francia U-20    | 5 | 5 | 0 | 361 | 271 | +90   | 10   |
| Russia U-20     | 5 | 4 | 1 | 358 | 325 | +33   | 9    |
| Montenegro U-20 | 5 | 3 | 2 | 336 | 337 | –1    | 8    |
| Lettonia U-20   | 5 | 2 | 3 | 308 | 362 | –54   | 7    |
| Svezia U-20     | 5 | 1 | 4 | 324 | 353 | –29   | 6    |
| Slovenia U-20   | 5 | 0 | 5 | 359 | 398 | –39   | 5    |

#### Gruppo F
| Squadra       | G | V | P | PF  | PS  | Diff. | P.ti    |
| ------------- | - | - | - | --- | --- | ----- | ------- |
| Spagna U-20   | 5 | 5 | 0 | 419 | 328 | +91   | 10      |
| Italia U-20   | 5 | 4 | 1 | 363 | 324 | +39   | 9       |
| Turchia U-20  | 5 | 2 | 3 | 298 | 347 | –49   | 7 (1–0) |
| Germania U-20 | 5 | 2 | 3 | 311 | 338 | –27   | 7 (0–1) |
| Ucraina U-20  | 5 | 1 | 4 | 329 | 351 | –22   | 6 (1–0) |
| Grecia U-20   | 5 | 1 | 4 | 338 | 370 | –32   | 6 (0–1) |

### Classification round
|  | Retrocesse in Division B |

#### Gruppo G
| Squadra       | G | V | P | PF  | PS  | Diff. | P.ti |
| ------------- | - | - | - | --- | --- | ----- | ---- |
| Serbia U-20   | 6 | 6 | 0 | 515 | 384 | +131  | 12   |
| Lituania U-20 | 6 | 3 | 3 | 468 | 450 | +18   | 9    |
| Austria U-20  | 6 | 2 | 4 | 366 | 473 | –107  | 8    |
| Croazia U-20  | 6 | 1 | 5 | 412 | 454 | –32   | 7    |

### Fase ad eliminazione diretta

#### Tabellone gare 9º - 12º posto
|  | Playoffs      | Playoffs      | Playoffs     |              |             | Nono posto       | Nono posto       | Nono posto       |  |
|  |               |               |              |              |             |                  |                  |                  |  |
|  | Svezia U-20   | Svezia U-20   | 73           |              |             |                  |                  |                  |  |
|  | Svezia U-20   | Svezia U-20   | 73           |              |             |                  |                  |                  |  |
|  | Grecia U-20   | Grecia U-20   | 66           |              |             |                  |                  |                  |  |
|  | Grecia U-20   | Grecia U-20   | 66           |              | Svezia U-20 | Svezia U-20      | 79               |                  |  |
|  |               |               |              |              | Svezia U-20 | Svezia U-20      | 79               |                  |  |
|  |               |               | Ucraina U-20 | Ucraina U-20 | 69          |                  |                  |                  |  |
|  | Ucraina U-20  | Ucraina U-20  | Ucraina U-20 | Ucraina U-20 | 69          | 97               |                  |                  |  |
|  | Ucraina U-20  | Ucraina U-20  |              |              |             | 97               |                  |                  |  |
|  | Slovenia U-20 | Slovenia U-20 | 79           |              |             | Undicesimo posto | Undicesimo posto | Undicesimo posto |  |
|  | Slovenia U-20 | Slovenia U-20 | 79           |              |             |                  |                  |                  |  |
|  |               |               |              |              |             |                  |                  |                  |  |
|  |               |               |              |              |             | Grecia U-20      | Grecia U-20      | 67               |  |
|  |               |               |              |              |             | Grecia U-20      | Grecia U-20      | 67               |  |
|  |               |               |              |              |             | Slovenia U-20    | Slovenia U-20    | 80               |  |

#### Tabellone gare 5º - 8º posto
|  | Playoffs        | Playoffs        | Playoffs     |              |               | Quinto posto    | Quinto posto    | Quinto posto  |  |
|  |                 |                 |              |              |               |                 |                 |               |  |
|  | Germania U-20   | Germania U-20   | 80           |              |               |                 |                 |               |  |
|  | Germania U-20   | Germania U-20   | 80           |              |               |                 |                 |               |  |
|  | Montenegro U-20 | Montenegro U-20 | 61           |              |               |                 |                 |               |  |
|  | Montenegro U-20 | Montenegro U-20 | 61           |              | Germania U-20 | Germania U-20   | 60              |               |  |
|  |                 |                 |              |              | Germania U-20 | Germania U-20   | 60              |               |  |
|  |                 |                 | Turchia U-20 | Turchia U-20 | 49            |                 |                 |               |  |
|  | Lettonia U-20   | Lettonia U-20   | Turchia U-20 | Turchia U-20 | 49            | 71              |                 |               |  |
|  | Lettonia U-20   | Lettonia U-20   |              |              |               | 71              |                 |               |  |
|  | Turchia U-20    | Turchia U-20    | 74           |              |               | Settimo posto   | Settimo posto   | Settimo posto |  |
|  | Turchia U-20    | Turchia U-20    | 74           |              |               |                 |                 |               |  |
|  |                 |                 |              |              |               |                 |                 |               |  |
|  |                 |                 |              |              |               | Montenegro U-20 | Montenegro U-20 | 85            |  |
|  |                 |                 |              |              |               | Montenegro U-20 | Montenegro U-20 | 85            |  |
|  |                 |                 |              |              |               | Lettonia U-20   | Lettonia U-20   | 76            |  |

#### Tabellone finale
|  | Playoffs        | Playoffs    |              |             | Finale       | Finale      |  |  | Finale | Finale |
|  |                 |             |              |             |              |             |  |  |        |        |
|  | Bilbao          |             |              |             |              |             |  |  |        |        |
|  |                 |             |              |             |              |             |  |  |        |        |
|  | Francia U-20    | 68          |              |             |              |             |  |  |        |        |
|  | Francia U-20    | 68          | Bilbao       |             |              |             |  |  |        |        |
|  | Germania U-20   | 59          |              |             |              |             |  |  |        |        |
|  | Germania U-20   | 59          | Francia U-20 | 66          |              |             |  |  |        |        |
|  | Bilbao          |             | Francia U-20 | 66          |              |             |  |  |        |        |
|  |                 | Italia U-20 | 77           |             |              |             |  |  |        |        |
|  | Italia U-20     | Italia U-20 | 77           | 78          |              |             |  |  |        |        |
|  | Italia U-20     |             | Bilbao       | 78          |              |             |  |  |        |        |
|  | Montenegro U-20 | 67          |              |             |              |             |  |  |        |        |
|  | Montenegro U-20 | 67          | Italia U-20  | 70          |              |             |  |  |        |        |
|  | Bilbao          |             | Italia U-20  | 70          |              |             |  |  |        |        |
|  |                 | Spagna U-20 | 82           |             |              |             |  |  |        |        |
|  | Spagna U-20     | Spagna U-20 | 82           | 77          |              |             |  |  |        |        |
|  | Spagna U-20     | Bilbao      |              | 77          |              |             |  |  |        |        |
|  | Lettonia U-20   | 70          |              |             |              |             |  |  |        |        |
|  | Lettonia U-20   | 70          | Spagna U-20  | 87          | Terzo posto  | Terzo posto |  |  |        |        |
|  | Bilbao          |             | Spagna U-20  | 87          | Terzo posto  | Terzo posto |  |  |        |        |
|  |                 | Russia U-20 | 60           |             |              |             |  |  |        |        |
|  | Russia U-20     | Russia U-20 | 60           | 64          | Francia U-20 | 66          |  |  |        |        |
|  | Russia U-20     |             |              | 64          | Francia U-20 | 66          |  |  |        |        |
|  | Turchia U-20    | 57          |              | Russia U-20 | 50           |             |  |  |        |        |
|  | Turchia U-20    | 57          |              |             | 50           |             |  |  |        |        |
|  |                 |             |              |             |              |             |  |  | Bilbao |        |
|  |                 |             |              |             |              |             |  |  |        |        |

## Classifica finale
|  | Retrocesse in Division B |

| Campione d'Europa | Campione d'Europa | Campione d'Europa |
| --- | ----------------- | --- |
| Spagna under 204 Simeón, 5 Pozas, 6 Sastre, 7 Llovet, 8 Jódar, 9 Barrera, 10 Franch, 11 Tomàs, 12 Mirotić, 13 Lorenzo, 14 Arévalo, 15 Gil, All. Juan Antonio Orenga |                   | |
| Argento | Italia            | Italia under 204 De Nicolao, 5 Traini, 6 Melli, 7 Fontecchio, 8 Santiangeli, 9 Moraschini, 10 Ceron, 11 Baldi Rossi, 12 Polonara, 13 Vitali, 14 Cervi, 15 Gentile, All. Stefano Sacripanti                      |
| Bronzo | Francia           | Francia under 204 Léon, 5 Mendy, 6 Toupane, 7 Hillotte, 8 Lebrun, 9 Westermann, 10 Fournier, 11 Gobert, 12 Yeguete, 13 Kahudi, 14 Prénom, 15 Lauvergne, All. Jean-Aimé Toupane                                  |
| 4. | Russia            | Russia under 204 Tkačenko, 5 Strebkov, 6 Šamov, 7 Pastuchov, 8 Balašov, 9 Gorlanov, 10 Koršakov, 11 Antipov, 12 Fidij, 13 Barinov, 14 Tumanov, 15 Zubkov, All. Aleksandr Černov                                 |
| 5. | Germania          | Germania under 204 Ziegenhagen, 5 Giffey, 6 Theilig, 7 Mönninghoff, 8 Heckmann, 9 Ogbe, 10 Theis, 11 Klein, 12 Wendt, 13 Barthel, 14 Voigtmann, 15 Kramer, All. Frank Menz                                      |
| 6. | Turchia           | Turchia under 204 Töz, 5 Baygül, 6 Şekeroğlu, 7 Köksal, 8 Öngüner, 9 Şenli, 10 Edge, 11 Aksoy, 12 Mutaf, 13 Sönmez, 14 Aldemir, 15 Şanlı, All. Mustafa Derin                                                    |
| 7. | Montenegro        | Montenegro under 204 Pajović, 5 Damjanović, 6 Ivanović, 7 Radović, 8 Dobrović, 9 Ljujić, 10 Đukanović, 11 Todorović, 12 Spasojević, 13 Kanačević, 14 Dubljević, 15 Sekulović, All. Mihailo Pavićević            |
| 8. | Lettonia          | Lettonia under 204 Ošiņš, 5 Bremze, 6 Vītols, 7 Bricis, 8 Lejasmeiers, 9 Ansons, 10 Dukulis, 11 Pinete, 12 Antrops, 13 Mejeris, 14 Meiers, 15 Butjankovs, All. Agris Galvanovskis                               |
| 9. | Svezia            | Svezia under 204 Barton, 5 Person, 6 Joseph, 7 Gaddefors, 8 Czerapowicz, 9 Persson, 10 Nordström, 11 Mukoko, 12 Winegarner, 13 Norman, 14 Lindqvist, 15 Engström, All. Jan Enjebo                               |
| 10. | Ucraina           | Ucraina under 204 Mišula, 5 Dzjuba, 6 Jehorov, 7 Lebedyncev, 8 Prokopenko, 9 Bobrov, 10 Krutous, 11 Lypovyj, 12 Tychonov, 13 Čelovan, 14 Pustovyj, 15 Sandul, All. Volodymyr Brjuchoveckyj                      |
| 11. | Slovenia          | Slovenia under 204 Prepelič, 5 Jerman, 6 Brodnik, 7 Nikolić, 8 Murić, 9 Ferme, 10 Špan, 11 Omić, 12 Pajić, 13 Korošec, 14 Besedić, All. Radomir Mijanovič                                                       |
| 12. | Grecia            | Grecia under 204 Katsivelīs, 5 Psaropoulos, 6 Iōakeimidīs, 7 Antōnakīs, 8 Motsenigos, 9 Papantōnakos, 10 Papapetrou, 11 Kanonidīs, 12 Koukoulas, 13 Pappas, 14 Geōrgakīs, 15 Chrysikopoulos, All. Kōstas Missas |
| 13. | Serbia            | Serbia under 204 Jaramaz, 5 Nikolić, 6 Ognjenović, 7 Duran, 8 Nedović, 9 Blagojević, 10 Anđušić, 11 Radosavljević, 12 Milovanović, 13 Rondović, 14 Đekić, 15 Kalinić, All. Aleksandar Džikić                    |
| 14. | Lituania          | Lituania under 204 Dambrauskas, 5 Varanauskas, 6 Redikas, 7 Kulvietis, 8 Biruta, 9 Kupšas, 10 Kumpys, 11 Brusokas, 12 Peciukevicius, 13 Butkevičius, 14 Tarvydas, 15 Staniulis, All. Marius Linartas            |
| 15. | Austria           | Austria under 204 Vancura, 5 Friedrich, 6 Linzer, 7 Vieider, 8 Maresch, 9 Gunka, 10 Klepeisz, 11 Zulic, 12 Krämer, 13 Frühwirth, 14 Novas, 15 Rados, All. Werner Sallomon                                       |
| 16. | Croazia           | Croazia under 204 Došen, 5 Babić, 6 Rogić, 7 Mikulić, 8 Batur, 9 Petrović, 10 Barać, 11 Dukan, 12 Čutura, 13 Buva, 14 Bubalo, 15 Vrlika, All. Ivan Velić                                                        |

## Riconoscimenti ai giocatori

### MVP del torneo
- Nikola Mirotić

### Miglior quintetto del torneo
- Nikola Mirotić
- Furkan Aldemir
- Alessandro Gentile
- Bojan Dubljević
- Evan Fournier

## Statistiche
Punti
| Pos. | Nome               | Punti | Gare | PPG  |
| ---- | ------------------ | ----- | ---- | ---- |
| 1.   | Nikola Mirotić     | 243   | 9    | 27,0 |
| 2.   | Bojan Dubljević    | 202   | 9    | 22,4 |
| 3.   | Nemanja Nedović    | 157   | 8    | 19,6 |
| 3.   | Alessandro Gentile | 164   | 9    | 18,2 |
| 5.   | Evan Fournier      | 152   | 9    | 16,9 |

Rimbalzi
| Pos. | Nome            | Rim. | Gare | RPG  |
| ---- | --------------- | ---- | ---- | ---- |
| 1.   | Furkan Aldemir  | 143  | 9    | 15,9 |
| 2.   | Nikola Mirotić  | 90   | 9    | 10,0 |
| 3.   | Bojan Dubljević | 87   | 9    | 9,7  |
| 4.   | Daniel Theis    | 78   | 9    | 8,7  |
| 5.   | Marko Todorović | 71   | 9    | 7,9  |

Assist
| Pos. | Nome               | Ass. | Gare | APG |
| ---- | ------------------ | ---- | ---- | --- |
| 1.   | Josep Franch       | 46   | 9    | 5,1 |
| 2.   | Andriy Lebedintsev | 39   | 8    | 4,9 |
| 3.   | Jan Špan           | 34   | 8    | 4,3 |
| 4.   | Dovydas Redikas    | 36   | 9    | 4,0 |
| 5.   | Nemanja Nedović    | 30   | 8    | 3,8 |